# 亨利維爾 (加利福尼亞州)
亨利維爾（英語：Henleyville）是位於美國加利福尼亞州蒂黑馬縣的一個非建制地區。該地的面積和人口皆未知。

## 地理
亨利維爾的座標為39°57′43″N 122°19′36″W / 39.96194°N 122.32667°W，而該地的平均海拔高度為133米（即436英尺）。